# Bloch: Der Mann im Smoking
Der Mann im Smoking ist ein deutscher Fernsehfilm von René Heisig aus dem Jahr 2006. Es ist die zehnte Episode der ARD-Fernsehreihe Bloch.

## Handlung
Auf einer Straße in Baden-Baden steht ein verwirrter Mann in einem Smoking und fragt Passanten nach seiner Identität und Herkunft. Eine Passantin, die früher selbst Patientin bei Dr. Maximilian Bloch war, führt ihn in die Praxis des erfahrenen Psychiaters. Bloch erkennt sofort, dass der Mann unter einem schweren Gedächtnisverlust leidet – vermutlich infolge eines Traumas.
Anstatt den Unbekannten in ein Krankenhaus einzuweisen, beschließt Bloch, ihn vorübergehend bei sich aufzunehmen. Er gibt ihm den Namen "Albert" und versucht, dessen Gedächtnis schrittweise zurückzugewinnen. In Gesprächen über allgemeine Themen bleibt Albert jedoch verschlossen, wenn es um persönliche Details geht. Einerseits sehnt er sich danach, seine wahre Identität zu erfahren, andererseits fürchtet er die möglicherweise schmerzhaften Erinnerungen, die damit verbunden sein könnten.
Ein Wendepunkt tritt ein, als ein bestimmter Gegenstand in Albert längst vergessene Erinnerungen weckt. Überwältigt von den aufkommenden Emotionen bittet er Bloch um Hilfe, diese zu bewältigen. Gemeinsam beginnen sie, die Fragmente seiner Vergangenheit zu enträtseln und Alberts verlorenes Leben Stück für Stück zu rekonstruieren.

Die Handlung des Films beleuchtet Blochs einfühlsame Bemühungen, Albert zu unterstützen, während sie sich den Herausforderungen seines Traumas und Gedächtnisverlusts stellen. Dieses psychologische Drama hinterfragt tiefgehende Themen wie Identität, Erinnerung und die Zerbrechlichkeit der menschlichen Psyche und zieht den Zuschauer mit einer fesselnden Mischung aus Mitgefühl und Spannung in seinen Bann.

## Produktion
Der Mann im Smoking wurde vom 15. November 2005 bis zum 16. Dezember 2005 in Baden-Baden und Mainz gedreht und am 8. November 2006 im Rahmen der ARD-Reihe „FilmMittwoch im Ersten“ um 20:15 Uhr erstausgestrahlt.

## Kritik
Die Kritiker der Fernsehzeitschrift TV Spielfilm vergaben dem Film die bestmögliche Wertung. Sie konstatierten: „Überzeugende Geschichte, kluge Dialoge und echte Thrillerspannung“, und resümierten: „Bei ‚Bloch‘ wird Psychologie zum Krimi“.